# Iohan-Peter Babiaș
Iohan-Peter Babiaș (în poloneză Jan Piotr Babiasz; n. 28 iunie 1952, Vicșani, Suceava – d. 14 martie 2002, Suceava) a fost un activist social polonez în România, membru al Camerei Deputaților în perioada (1992-2002), președinte al Uniunii Polonezilor din România, „Dom Polski” (1994-2002).

## Biografie
Iohan-Peter Babiaș a fost medic veterinar. Între 1994-2002 a condus Uniunea Polonezilor din România, „Casa poloneză”, în calitate de președinte. Este ales pentru prima dată deputat, în legislatura 1992-1996, în județul Suceava pe listele minorităților. A activat în Comisia pentru agricultură, silvicultură și alimentație. A fost, de asemenea, membru al grupului parlamentar româno-cubanez și româno-polon. În 1996, a fost reales ca membru al aceluiași comitet și al grupului parlamentar româno-chinez și româno-polon. În anul 2000 a fost pentru ultima dată reales în parlament. După deces, Iohan-Peter Babiaș a fost înlocuit de către deputatul Ghervazen Longher. 
Babiaș a fost decorat cu Crucea de Cavaler a Ordinului de Merit al Republicii Poloneze.